# Mundilfari
Na mitologia nórdica, Mundilfari (ou Mundilfäri) é o pai de Sol (deusa do Sol), e Máni (deus da Lua), sendo Glaur a mãe de ambos. Seu nome foi dado a uma lua do planeta Saturno.